# 「星くず兄弟の伝説」オリジナル・サウンド・トラック
『「星くず兄弟の伝説」オリジナル・サウンド・トラック』（ほしくずきょうだいのでんせつ-）は、1985年（昭和60年）6月5日に発売された日本のアルバムである。
近田春夫が1980年（昭和55年）10月25日に発表したスタジオ・アルバム『星くず兄弟の伝説』を原案に、手塚眞が監督した映画『星くず兄弟の伝説』のサウンドトラック・アルバムで、プロデュースは近田春夫、歌や演奏に、同映画に主演したミュージシャンの久保田しんご（現久保田慎吾）、高木一裕（現高木完）、戸川京子、ISSAY（DER ZIBET）、尾崎紀世彦が参加した。

## 概要・略歴
映画『星くず兄弟の伝説』の原案になったのは、映画公開の5年前に発表された近田春夫のアルバム『星くず兄弟の伝説』（1980年）である。元のアルバムは、同名のシングルが同日発売され、映画『ニッポン警視庁の恥といわれた二人 刑事珍道中』（1980年）の主題歌として使用されている。
本アルバムは、映画『星くず兄弟の伝説』の登場人物が歌っているという設定になっており、久保田しんごが「シンゴ」名義、高木一裕が「カン」名義、このふたりが「スターダスト・ブラザース」名義、戸川京子が「マリモ」名義、ISSAYが「虹カヲル」名義、尾崎紀世彦が「アトミック南」名義でそれぞれクレジットされている。
近田の1980年のアルバムに収録されている楽曲のうち、表題曲『星くず兄弟の伝説』と『強敵アトミック』、『ガソリンの雨』が久保田・高木、『往年のバラード』が久保田、『若者達の心にしみる歌の数々』が尾崎、『モニター』と『クレージー・ゲーム』が赤城忠治がリメイクし、インストゥルメンタル曲『星くず兄弟のテーマ』が新録された。本サウンドトラックのために、新たに、戸川の『マリモの気持ち』、ISSAYの『ピースマーク・ベイビー』、尾崎の『本物のスター』の3曲が書き下ろされた。
演奏は、赤城忠治とLONDONより帰国したピンナップスのギタリスト 江蔵 浩一の他、4曲の編曲を手がけたバンド「サンバンブー」である。メンバーに元ビブラトーンズのギタリスト・岡田陽助がいた。
また、「スターダスト・ブラザース」名義で、『星くず兄弟の伝説』（B面『ガソリンの雨』）がシングルカットされた。
2018年01月10日、『星くず兄弟の伝説』/『星くず兄弟の新たな伝説』のCD2枚組オリジナル・サウンドトラックが発売された。規格品番：DDCZ-2186。

## 収録曲
| 1. 星くず兄弟の伝説 - 歌唱 スターダスト・ブラザース （久保田しんご＋高木一裕） - 作詞 近田春夫、作曲 赤城忠治、編曲 サンバンブー 2. 若者達の心にしみる歌の数々 - 歌唱 アトミック南 （尾崎紀世彦） - 作詞・作曲・編曲 近田春夫 3. 強敵アトミック - 歌唱 スターダスト・ブラザース - 作詞・作曲 近田春夫、編曲 サンバンブー 4. モニター - 歌唱 赤城忠治 - 作詞 近田春夫、作曲 赤城忠治、編曲 近田春夫 5. 往年のバラード - 歌唱 シンゴ （久保田しんご） - 作詞・作曲 近田春夫、編曲 サンバンブー 6. 星くず兄弟のテーマ - Instrumental - 作曲・編曲 近田春夫 | 1. マリモの気持ち - 歌唱 マリモ （戸川京子） - 作詞・作曲・編曲 近田春夫 2. ピースマーク・ベイビー - 歌唱 虹カヲル （ISSAY） - 作詞・作曲・編曲 近田春夫 3. ガソリンの雨 - 歌唱 スターダスト・ブラザース - 作詞 近田春夫、作曲 赤城忠治、編曲 サンバンブー 4. クレージー・ゲーム - 歌唱 赤城忠治 - 作詞 近田春夫、作曲 赤城忠治、編曲 近田春夫 5. 本物のスター - 歌唱 アトミック南 - 作詞・作曲・編曲 近田春夫 6. 星くず兄弟の伝説 - Instrumental - 作曲・編曲 近田春夫 |

## 註
1. 1 2  石川誠壱のウェブサイト「近田春夫と私」の記述を参照。